# منطقه حفاظت‌شده ارسباران
منطقهٔ حفاظت‌شدهٔ ارسباران یک منطقهٔ حفاظت‌شده با مساحت ۷۷۴۹۹ هکتار است که در استان آذربایجان شرقی در ایران قرار دارد. این منطقهٔ حفاظت‌شده طبق مصوبهٔ شمارهٔ ۶۳۱ در تاریخ ۵۲/۰۹/۲۰ در فهرست مناطق تحت حفاظت سازمان محیط زیست ایران قرار گرفت.